# マールスフェルト
マールスフェルト (ドイツ語: Malsfeld) は、ドイツ連邦共和国ヘッセン州シュヴァルム＝エーダー郡に属す町村（以下、本項では便宜上「町」と記述する）である。この町はフルダ川に面している。

## 地理

### 隣接する市町村
マルスフェルトは、北はフェルスベルクとメルズンゲン、東はモルシェン、南はクニュルヴァルト、西はホムベルク (エフツェ)と境を接する。

### 自治体の構成
自治体としてのマールスフェルトは、バイゼフェルト、ダゴベルツハウゼン、エルファースハウゼン、モースハイム、マールスフェルト、オストハイム、ジッパーハウゼンの各地区からなる。

#### バイゼフェルト
この集落の最初の文献上の記録は、1348年の "Beysenvorte" という記述であるが、集落の成立は 8世紀と推定されている。1603年に "Beysenfort" はフィリップ・フォン・ショライのレーエンとなった。カッセルとヘルスフェルトとを結ぶフルダ川の水運は、リンネル織りや後のかご作り同様、1870年頃までこの集落の重要な収入源であった。
かつては保養地で、ルール地方からも労働者がしばしば訪れた。企業は、従業員が保養のためにこの町を訪れることを奨励していたのである。このため、夏期には街の人口よりも多くの保養客がこの町を訪れた。
見所は、バイゼ川河口のボートハウス、かご細工博物館、歩行者および自転車用のフルダ川を渡るロープウェイである。

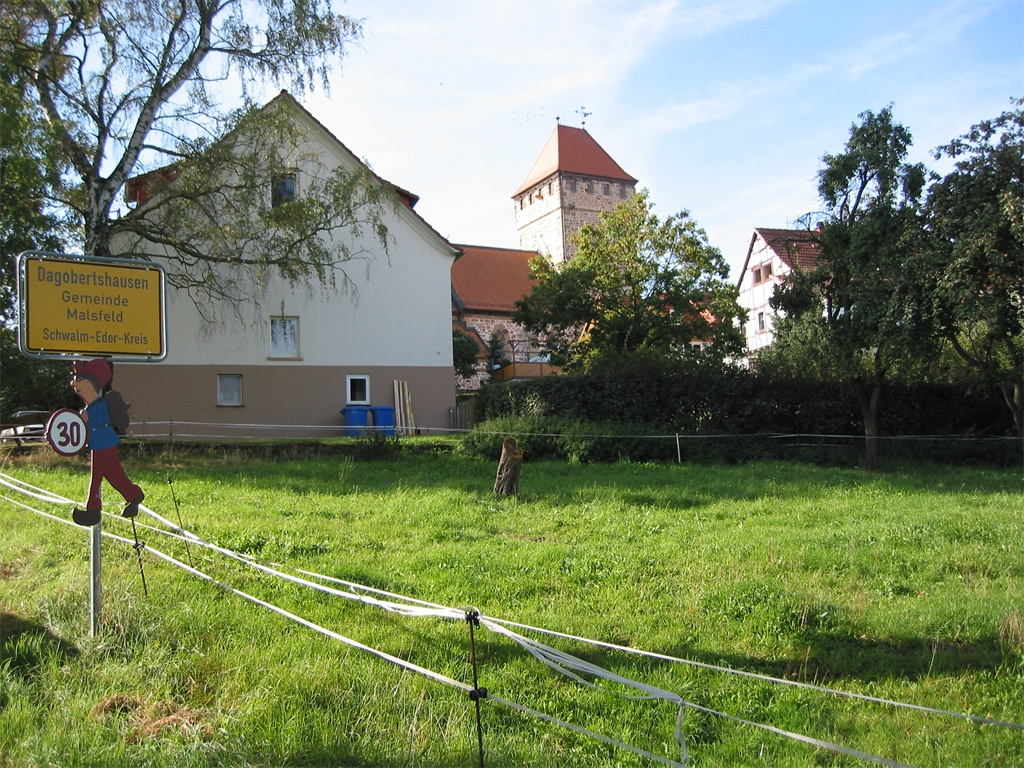
ダゴベルツハウゼン

#### ダゴベルツハウゼン
伝承によれば、ダゴベルツハウゼンの名前は、フランク王ダゴベルト1世に由来すると言う。彼は631年にこの地でヴェンド人を打ち負かしている。しかし、この地名が公式に使われるようになったのは、1747年からである。それ以前には "Dabelshusen"、"Dageboldishus"、"Taboldshusen" といった表記も慣例的になされていた。
ダゴベルト1世は、この地に教会を創設したとも言われている。現在は、1400年頃に建設された防衛教会が広場に面して建っている。

#### エルファースハウゼン
エルファースハウゼンは、1253年に、その集落全域がフェルスベルク伯からブライテナウ修道院に寄贈された際に初めて文献に記録された。宗教改革後、この集落は方伯領となった。1770年以降の「エルファースハウゼン国有地」はダゴベルツハウゼンの一部をも包含していた。この国有地は1971年に廃止された。市町村再編の一環としてエルファースハウゼンがマールスフェルトに合併したことが、その後の大きな町村マールスフェルト形成の始まりであった。
ライプツィヒとフランクフルトとを結ぶ通商路「ゼルツァーヴェク」がエルファースハウゼンの北部を通っている。エルファースハウゼンの住民の多くは農業に従事している。

#### モースハイム
モースハイムは1974年に成立したマルスフェルトの町で最も古い集落である。
この集落の人口は約 480 人であるが、新興住宅地によりさらに増加している。近代的な下水道網が整備された後、多くの通りが刷新された。ヘッセン州の村落再生プログラムに伴って、リンデン広場に泉が設けられ、記念碑が新しい広場に建てられ、緑地整備により集落は装いを新たにした。この集落には約 30 社の企業や小売店がある。
モースハイムの中心部の風景は、専業農家は残りわずかとなったにもかかわらず、鄙びた農家の建物によって形成されている。空の厩舎は、馬の愛好者たちが実際に使用している厩舎よりも多くなっている。モースハイムの人々の社会的・文化的生活は、農民婦人会、愛鳩会「モーゼンベルガー・ボーデ」、スポーツクラブ TSV オスト＝モースハイム、郷土協会などが担っている。消防団は訓練・休憩施設を有している。公民館は、家族の祝い事やサークル活動、様々な集会などに利用されている。
モースハイムの歴史:

地名の語尾に「-heim」がついていることは、この村落が400年から800年頃に成立したことを示している。おそらく500年頃から北部ヘッセンを支配し、ガウの首邑ビューラベルクを中心に組織化されたフランク人によって、この村落は建設された。ヘルスフェルト修道院の文書 "Breviarum Lulli" の中に "Mazheim" という表記で初めて記録されている (maz は「食事」を意味する）。ヘッセン州立文書館は、この記述が、ヘルスフェルト司教ルルの亡くなった年になされたと推定してる。これに基づき、モースハイムは 2011年に 1225年祭を開催した。さらに、"Codex Eberhardi" の中のヘッセンガウからフルダ修道院への寄進状にもモースハイムが記録されている。この寄進状は、ラトガールが修道院長だった時代（802年から817年）のものである。この村落は、1266年には Masheim、1376年には Moßheym、1428年には Maßheim、1600年には Mosheimb と表記されている。1194年にヘルスフェルトの修道院長ジークフリートは、ジッパーハウゼンの教会と "Mazheim"の支部教会をブランケンハイム修道院に寄贈した。1324年、この村はコンラート・フォン・ヘーベルを介してヘッセンの支配下に入った。1219年から1450年まで、モースハイムには在郷貴族があった。
1896年10月26日、火災により村の東部にあった多くの家屋、家畜小屋、納屋や穀物倉庫がその犠牲となった。再建された建物の建築様式の違いが、この火災による被害の大きさを今日まで伝えている。
コンクリート製の教会塔が近代的な教会とつながっているが、その背後にある教会の本堂は1500年頃に建設された後期ゴシック建築である。この集落の礼拝堂は1174年にはすでに記録が遺る。三十年戦争で一部が破壊された教会は1752年に増築された。この教会は1969年に完全に現在の姿となった。
1974年から、この町には墓地礼拝堂が設けられている。1992年にモースハイムでカトリックの神事が行われた。カトリック信者らは45年間、かつてのダンスホールで集会を行っていた。

#### マールスフェルト
マールスフェルトは、人口から見て、この町で最大の地区である。町役場もこの地区にある。この集落はフェールベルクをはさんでバイゼフェルトと隣接する。

#### オストハイム
オストハイムは、1145年から1159年までの間に初めて記録されている。採石場では玄武岩が採掘されており、褐炭も露天掘りや坑内堀によって採掘されている。

#### ジッパーハウゼン
ジッパーハウゼンは、ホムベルク (エフツェ) とメルズンゲンとの間に位置している。この集落は、943年に "Swidburg" として初めて文献に記録され、1142年には "Swipergehusen" という表記で記述されている。この地区はブーベンローデの集落を包含している。この集落は 1407年に初めて記録されている騎士領であり、1956年には 5 件の農家があった。

## 行政

### 議会
マールスフェルトの町議会は、23 議席からなる。

### 首長
ヘルベルト・ファウペル (SPD) はこの町で最初の、そして唯一の直接選挙で選出された町長である。彼は、1997年11月30日に選出され、2004年2月15日と2010年2月7日に再選された。

### 姉妹都市
- Bag（ハンガリー）1996年
- モヨー（フランス、カルヴァドス県）1984年
- ウンターシェーナウ（ドイツ、テューリンゲン州）1990年

## 文化と見所

### レジャー施設
フルダ川沿いに水浴地を有するキャンプ場がある。

### 見所
- バイゼフェルトの養蜂博物館
- ブラウエライ・マールスフェルト（ブルワリー）
- マールスフェルト・ビール醸造博物館

### 名物料理
マールスフェルト・ビール、ダゴベルツハウゼンの肉料理。ソーセージ料理

## 経済と社会資本

### 交通
マールスフェルトには連邦アウトバーン A7号線のインターチェンジがある。この他に、マールスフェルトとバイゼフェルトには鉄道 ベーブラ - カッセル線の近郊鉄道が停車する駅がある。さらに輸送コンテナ用の貨物駅がある。

## 引用
1. ↑  Hessisches Statistisches Landesamt: Bevölkerung in Hessen am 31.12.2023 (Landkreise, kreisfreie Städte und Gemeinden, Einwohnerzahlen auf Grundlage des Zensus 2011)]
2. ↑  Ergebnisse der Bürgermeisterwahlen in Malsfeld（2011年11月23日 内容確認）